# ارنی برگد
ارنی برگد (انگلیسی: Arne Bergodd; ۱۶ اوت ۱۹۴۸ – ) قایقران روئینگ اهل نروژ بود.
وی در مسابقات کشوری و بین‌المللی در مجموع برندهٔ ۱ مدال نقره، ۱ مدال برنز شده‌است.